# Oh Hye-ri
Oh Hye-ri (Gangneung, 30 de maio de 1988) é uma taekwondista sul coreana, campeã olímpica. 

## Carreira
Oh Hye-ri competiu na Rio 2016, na qual conquistou a medalha de ouro, na categoria até 67kg..